# Колдово
Колдово (пол. Kołdowo) — село в Польщі, у гміні Члухув Члуховського повіту Поморського воєводства.
Населення — 846 осіб (2011).
У 1975-1998 роках село належало до Слупського воєводства.

## Демографія
Демографічна структура станом на 31 березня 2011 року:
|          | Загалом | Допрацездатний вік | Працездатний вік | Постпрацездатний вік |
| -------- | ------- | ------------------ | ---------------- | -------------------- |
| Чоловіки | 425     | 116                | 277              | 32                   |
| Жінки    | 421     | 106                | 252              | 63                   |
| Разом    | 846     | 222                | 529              | 95                   |